# خاویر اسپوت زامورا
سابیِر اسپوت سامورا (انگلیسی: Xavier Espot Zamora؛ زادهٔ ۳۰ اکتبر ۱۹۷۹) یک قاضی و سیاستمدار اهل آندورا است. او وزیر سابق دادگستری و نخست‌وزیر فعلی آندورا می‌باشد که از ۱۶ مه ۲۰۱۹ این سمت را بر عهده دارد. در انتخابات پارلمانی آندورا ائتلاف لیبرال به رهبری خاویر زامورا اکثریت مطلق را به‌دست‌آورد.